# Arremon flavirostris
Arremon flavirostris е вид птица от семейство Овесаркови (Emberizidae).

## Разпространение
Видът е разпространен в Аржентина, Боливия, Бразилия и Парагвай.